# Susan Elan Jones
Pour les articles homonymes, voir Jones.
Susan Elan Jones (née le 1er juin 1968) est une femme politique britannique, travailliste qui est députée pour Clwyd South de 2010 à 2019.

## Biographie
Jones vient de Ponciau près de Rhosllannerchrugog et étudie à l'Université de Bristol et celle de Cardiff. Elle travaille pour la collecte de fonds pour des organismes de bienfaisance pendant 15 ans avant de devenir députée.
Lors des Élections générales britanniques de 1997, elle est candidate travailliste à Surrey Heath, arrivant troisième. De 2006 à 2009, elle est conseillère municipale dans l'arrondissement Londonien de Southwark et est chef adjointe de l'opposition de 2007 à 2009.

## Carrière parlementaire
En 2010, en tant que nouvelle députée pour Clwyd South, Jones prête serment d'allégeance à la reine en Gallois.
Lors de son premier discours à la Chambre des communes du Royaume-Uni du 9 juin 2010 elle parle des discriminations subies par les locuteurs de la langue Galloise. Dans son discours, elle compare les gens ordinaires qui militent pour la langue Galloise, à des moments où ce n'est pas à la mode de faire, comme les militants des droits civiques "dans le moule de Rosa Parks",. Elle fait campagne avec succès pour que le Gallois soit utilisé dans les réunions du Grand Comité gallois.
Elle s'intéresse aux questions militaires, travaillant sur la justice militaire.
D'octobre 2010 à octobre 2011, Jones est Secrétaire parlementaire privé d'Harriet Harman, leader adjoint du parti travailliste, dans son rôle de Secrétaire d'État au Développement international du cabinet fantôme. En octobre 2011, au remaniement, Jones est nommée Whip.
Jones démissionne de l'équipe de Jeremy Corbyn, avec des dizaines de ses collègues, en juin 2016, en appelant à sa démission. Via un communiqué sur son site internet, Jones appelle le brexit "une catastrophe" et soutient la campagne pour un nouveau référendum.
Susan Elan Jones est co-présidente du Groupe Parlementaire multipartite pour les organismes de Bienfaisance et de Bénévolat depuis 2012. Elle est co-auteur du "Livre Rouge" du secteur bénévole et communautaire' (CAF/ACEVO,2015) et écrit également sur les entreprises sociales et la responsabilité sociale des entreprises,. Elle est une porte-parole régulière du secteur bénévole et communautaire,.